# Gerhard Neukum
Gerhard Neukum (Johnsdorf, 1944. február 23. – Berlin, 2014. szeptember 21.) német planetológus, a Berlini Szabadegyetem professzora, a HRSC kamera „atyja” és a HRSC on Mars Express tudományos projekt vezetője. A kőzetbolygók és holdak felszínének kormeghatározásában alapvető a munkássága, e tevékenységéért 2002-ben William K. Hartmann-nal megosztva megkapta a European Geophysical Society Runcorn–Florensky medálját. A Mars Express (és a HRSC kamera) nem várt sikere (a tervezett 3 éves élettartam helyett több mint 10 éve szolgáltat adatokat) és az így összegyűlt óriási mennyiségű kép és adat lehetővé tette a Google Mars létrehozását. Ennek kapcsán az átlagember Gerhard Neukum nevével leggyakrabban az itt megjelenő képek jelentős részénél a képhez tartozó, szerzői jogokat feltüntető feliratban találkozhat.
Az 1980-ban C.I. Lagerkvist által felfedezett 1980 FR1 kisbolygót a felfedezője és G. Hahn javaslatára róla nevezték el: 6150 Neukum

## Tanulmányai
Fizikát, kémiát és matematikát tanult a Heidelbergi Egyetemen. Doktori disszertációját 1971-ben Untersuchungen über Einschlagkrater auf dem Mond címmel a Max-Planck-Institut für Kernphysik kutatóintézetben, illetve a Heidelbergi Egyetem Természettudományi Karán készítette el.

## Legfontosabb munkái
- Bibring, J.-P., Langevin, Y., Mustard, J.F., Poulet, F., Arvidson, R., Gendrin, A., Gondet, B., Mangold, N., Pinet, P., Forget, F., Berthe, M., Gomez, C., Jouglet, D., Soufflot, A., Vincendon, M., Combes, M., Drossart, P., Encrenaz, T., Fouchet, T., Merchiorri, R., Belluci, G., Altieri, F., Formisano, V., Capaccioni, F., Cerroni, P., Coradini, A., Fonti, S., Korablev, O., Kottsov, V., Ignatiev, N., Moroz, V., Titov, D., Zasova, L., Loiseau, D., Pinet, P., Douté, S.n, Schmitt, B., Sotin, C., Hauber, E., Hoffmann, H., Jaumann, R., Keller, U., Arvidson, R., Duxbury, T., Forget, F., Neukum G. (2006): Global mineralogical and aqueous Mars history derived from OMEGA/Mars express data. Science 312(5772):400-404. doi:10.1126/science.1122659
- Greeley, R., Sullivan, R., Klemaszewski, J., Homan, K., Head III, J.W., Pappalardo, R.T., Veverka, J., Clark, B.E., Johnson, T.V., Klaasen, K.P., Belton, M., Moore, J., Asphaug, E., Carr, M.H., Neukum G., Denk, T., Chapman, C.R., Pilcher, C.B., Geissler, P.E., Greenberg, R., Tufts, R. (1998): Europa: Initial Galileo geological observations. Icarus 135(1):4-24. doi:10.1006/icar.1998.5969
- Hartmann, W. K., Neukum G. (2001): Cratering chronology and the evolution of Mars. Space Science Reviews 96(1-4):165-194, 2001. doi:10.1023/A:1011945222010
- Neukum G., Ivanov B.A., Hartmann W.K. (2001): Cratering records in the inner solar system in relation to the lunar reference system. Space Science Reviews, 96(1-4):55-86.
- Neukum G. , Jaumann, R., Hoffmann, H., Hauber, E., Head III, J.W., Basilevsky, A.T., Ivanov, B.A., Werner, S.C., Van Gasselt, S., Murray, J.B., McCord, T. (2004): Recent and episodic volcanic and glacial activity on Mars revealed by the High Resolution Stereo Camera. Nature 432(7020):971-979. doi:10.1038/nature03231